# 右更增五
右更增五（HIP 6451）是中国古代星官系统中右更的一颗增星，按照现代西方星座的划分，位处于双鱼座。表面温度为3500-5000K，色指数1.123，绝对星等约为1.939。